# Gabriel Pérez
Gabriel Pérez Ramallo (Colonia del Sacramento, 29 marzo 1995) è un ex calciatore uruguaiano, di ruolo centrocampista.

## Caratteristiche tecniche
È un mediano.

## Carriera

### Club
Cresciuto nel settore giovanile del Montevideo Wanderers, ha esordito il 12 marzo 2017 in occasione del match di campionato perso 2-1 contro l'El Tanque Sisley.